# Rafael Pedroza
Rafael Pedroza (* 27. März 1955 in Colón, Panama) ist ein ehemaliger panamaischer Boxer im Superfliegengewicht. 

## Profikarriere
1974 begann er erfolgreich seine Profikarriere. Am 5. Dezember 1981 boxte er gegen Gustavo Ballas um den Weltmeistertitel des Verbandes WBA und siegte durch geteilte Punktrichterentscheidung. Diesen Gürtel verlor er allerdings bereits in seiner ersten Titelverteidigung im April des darauffolgenden Jahres an Jirō Watanabe nach Punkten. Nach dieser Niederlage beendete Pedroza seine Karriere.